# Карел Неффе
Карел Неффе (Karel Neffe, 6 липня 1948 — 13 лютого 2020) — чехословацький академічний веслувальник.
Бронзовий призер Олімпійських Ігор 1972 року в складі розпашної четвірки зі стерновим, учасник 1976, 1980 років.
Бронзовий призер Чемпіонату світу 1977 року в складі розпашної двійки зі стерновим.
Бронзовий призер Чемпіонату Європи 1973 року в складі розпашної четвірки зі стерновим.